# Бездітний Пантелеймон
Пантелеймон Бездітний (? — ?) — український військовий діяч.
Прапорщик російської армії. Перевівся до 1-го Українського козацького полку ім. гетьмана Б. Хмельницького (до 07.1917) із 59-го запасного полку в м. Воронежі (Московський військовий округ). Станом на лютий — березень 1918 р. служив у 3-му пішому Запорозькому ім. гетьмана Богдана Хмельницького полку (в той час у полку старшини служили козаками).